# Sphagnum fuscovinosum
Sphagnum fuscovinosum là một loài rêu trong họ Sphagnaceae. Loài này được Seppelt & H.A. Crum mô tả khoa học đầu tiên năm 1999.